# گمینا اورخووو
گمینا اورخووو (به لهستانی:  Gmina Orchowo) یک گمینا در لهستان است که در شهرستان سووپتسا واقع شده‌است. گمینا اورخووو ۹۸٫۱۲ کیلومتر مربع مساحت و ۳٬۸۹۲ نفر جمعیت دارد.